# Chen Zhipeng
Chen Zhipeng (chinesisch 陈志鹏, Pinyin Chén Zhìpéng; * 4. März 1989) ist ein ehemaliger chinesischer Eishockeyspieler, der zuletzt bis 2012 bei China Dragon in der Asia League Ice Hockey spielte. Nach dem Ende seiner aktiven Laufbahn ist er als Trainer tätig und seit 2014 Cheftrainer der macauischen Eishockeynationalmannschaft.

## Karriere
Chen Zhipeng begann seine Karriere in der Mannschaft aus Harbin. Ab 2009 spielte er für China Dragon in der Asia League Ice Hockey, für die er bis zu seinem Karriereende 2012 spielte.

### International
Für China nahm Chen Zhipeng im Juniorenbereich 2007 an den Division-III-Turnieren sowohl der U18-Junioren als auch der U20-Junioren teil. Dabei gelang bei beiden Turnieren der Aufstieg in die Division II. 2008 und 2009 stand er bei den U20-Weltmeisterschaften der Division II auf dem Eis.
Im Seniorenbereich stand der Angreifer im Aufgebot Chinas bei den Weltmeisterschaften der Division II 2010 und 2012.

### Trainerkarriere
Beim Challenge Cup of Asia fungierte Chen 2014 und 2016 in der Division I und 2015 in der Top-Division als Cheftrainer Macaus.

## Erfolge und Auszeichnungen
- 2007 Aufstieg in die Division II bei der U18-Weltmeisterschaft der Division III
- 2007 Aufstieg in die Division II bei der U20-Weltmeisterschaft der Division III

## Asia-League-Statistik
(Stand: Ende der Saison 2011/12)